# Суперкотета
„Суперкотета“ или „Суперкотенца“ (на английски: SuperKitties) е американско-канадско компютърно анимиран анимационен сериал по идея на Пола Розентал, който дебютира по Disney Junior на 11 януари 2023 г. По време на премиерата си сериалът е подновен за втори сезон.

## В България
В България сериалът започва излъчване по „Disney Junior“ на 1 юни 2023 г. Дублажът е нахсинхронен в студио „Александра Аудио“ и в него участват Йоанна Драгнева и Ева Ралякова.